# میدان بسته جبری
در جبر به F یک میدان بسته گویند اگر هر چندجمله‌ای با یک متغیر از درجه ی حداقل ۱ و دارای ضریبی عضو F یک ریشه داخل F داشته‌باشد.
اعداد حقیقی یک میدان بسته نیست زیرا برای مثال چندجمله ایِ x۲ + ۱ = ۰ در اعداد حقیقی دارای ریشه نیست در حالیکه تمام ضرایب جملات آن حقیقی هستند و x دارای توانی بزرگتر مساوی یک می باشد. به همین ترتیب می توان گفت که هیچ زیرمیدانی از اعداد حقیقی هم میدان بسته ای نیست پس مجموعه ی اعداد گویا نیز میدان بسته ای نمی‌باشد.
همچنین؛ هیچ میدان متناهیِ F نیز بسته نمی‌باشد.
اثبات:
اگر اعضای F را a۱،a۲،...،an در نظر بگیریم، چندجمله‌ایِ x − a۱)(x − a۲) ··· (x − an) + ۱) دارای هیچ ریشه ای در F نمی‌باشد.
گاوس در قضیه ی اساسیِ جبر اثبات کرد که مجموعه ی اعداد مختلط یک میدان بسته است.